# Polidamante di Farsalo
Polidamante di Farsalo (Farsalo, V secolo a.C. – IV secolo a.C.) fu uno statista tessalo al quale, i concittadini affidarono, intorno al 375 a.C., il governo supremo della loro città natale.
Polidamante si alleò con Sparta, con cui la sua famiglia era stata a lungo collegata da vincoli di pubblica ospitalità (prossenia), ma poco dopo realizzò un trattato con Giasone di Fere. Dopo l'uccisione di Giasone, nel 370 a.C., suo fratello Polifrone, che gli succedette al potere, mise a morte Polidamante e altri otto dei cittadini più illustri di Farsala.